# Cœur de pierre (film, 2007)
 (août 2022).
Pour les articles homonymes, voir Cœur de pierre.
Pour plus de détails, voir Fiche technique et Distribution.
Cœur de pierre (en russe : Кремень, Kremen), est un film russe réalisé par Alexeï Mizguirev sorti en Russie le 21 juin 2007.

## Synopsis
Anton Remizov, démobilisé, se rend à Moscou pour retrouver Zinaïda Gaïenko qui, au nom de la terminale B, lui avait envoyé une photo le jour de la fête de la Défense Nationale. Il y retrouve son oncle Kolia, le père de Zina, qui, comme lui, est originaire d'Almetievsk. 
Arrivé dans la capitale en conquérant « J'ai beaucoup appris. L'armée ça vous forge un homme. En deux ans on devient un mec, un vrai, des idées plein la tête. On t'apprend la discipline. On te forge le caractère. Tu fais ce qu'on te dit. On fait ton éducation. Finies les bêtises. Ton énergie elle sert concrètement ». Il va comprendre dès sa descente de train qu'il va falloir s'adapter à la violence de la jungle moscovite.
- Zinaïda méprise ses avances.

- Kolia racketté par le sergent Tchakhlov de Samara et son adjudant ne peut l'embaucher dans son garage.

- Il subit le contrôle de policiers suspicieux et les conséquences douloureuses de son agressivité lorsqu'il veut choisir une montre ou aller aux toilettes sans payer.

Il s'engage alors dans la police où dans l'unité, le major récemment arrivé veut se servir de lui pour découvrir ce qui se passe dans le service. Anton va d'abord observer :
- Extorsion d'aveux d'un quidam pour obtenir le versement d'une rançon par un riche criminel.

- Trafic de drogue.

- Exploitation brutale d'un groupe de femmes qui travaillent dans un immeuble transformé en claque.

Tout cela se déroule avec la complicité de quelques abrutis des forces spéciales et Anton toujours obnubilé par son «plan», épouser Zina, se sert des retombées d'un racket pour racheter la voiture de Kolia, la lui ramener et ainsi obtenir les faveurs de la famille de la jeune fille. Les parents bottent en touche. Anton n'aime pas ces manières et fait arrêter Kolia pour détention d'une grenade défensive qu'il a placée dans la poche de son compatriote ce qui ramène Zina vers lui. Le jeune homme obtient alors la libération du père de Zinaïda en révélant au major les circonstances de l'arrestation de son oncle et les agissements de Tchakhlov et de ses complices. Anton se trouve alors en danger de mort et on lui propose un gros coup : assassiner un homme d'affaires. Il le rencontre et l'épargne... 

## Fiche technique
- Titre original : Кремень
- Titre français : Cœur de pierre
- Titre anglais : The Hard-Hearted
- Réalisation et scénario : Alexeï Mizguirev
- Premier assistant réalisateur : Alexandre Sotnikov
- Distribution : Lioudmila Vedeneyeva
- Script : Valery Fedorovitch
- Scénario : Alexeï Mizguirev et Youri Klavdiev
- Direction artistique : Denis Chibanov
- Costumes : Ioulia Matrossova
- Maquillage : Lilia Davidova
- Photographie : Vadim Deyev
- Opérateur camera : Nicolaï Smirnov
- Opérateurs steadicam : Andreï Golovanov, Sergueï Semionov, Alexandre Vdovenko, Andreï Yazidji
- Machiniste travelling : Vladimir Zharkikh
- Superviseur intermédiaire numérique : Maxime Maliavine
- Son : Evguenia Pototskaia
- Département sonore : Natalia Dmitrieva
- Montage : Natalia Koutcherenko
- Musique : Philippe Glass
- Directeur de la production : Dmitri Grinechenko
- Producteur délégué : Sergueï Dolgocheïne
- Producteur exécutif : Andreï Rydanov
- Producteur : Sergueï Selianov
- Société de production : CTV Film Company (Кинокомпания СТВ) à Saint-Pétersbourg avec le soutien de l'Agence russe de la culture
- Pays d'origine :Russie
- Langue originale : russe
- Format : couleur - 35 mm - 1,85:1 - son Dolby Digital
- Genre : Drame
- Durée : 84 minutes
- Date de sortie : 
  -  Russie : 21 juin 2007

## Distribution
- Victor Alfiorov
- Evgueni Antropov : Anton Remizov
- Alexeï Agrizkov
- Karen Badalov : le major
- Anastasia Bezborodova : Zinaïda, Zina, Gaïenko
- Oleg Bilik
- Iouri Chaikhislamov
- Sergueï Chekhovtsov : Nicolaï, Kolia, ¨Gaïenko père de Zina
- Sakhat Doursounov
- Alexandre Goloubev : l'adjudant
- Veronica Kim
- Dmitri Koulitchkov : le sergent Tchakhlov
- Pavel Mirzoev : Tolstiak
- Tatiana NastachevskaÏa : Tatiana, Tania, Gaïenko mère de Zina
- Alexandre Ratnikov
- Alexandre Skotnikov
- Oleg Vassilkhov : le mécanicien

## Distinctions
- Kinotavr 2007 : Prix du meilleur premier film et du meilleur scénario[1].
- 2007 : Prix Rainer Werner Fassbinder du premier film au Festival international du film de Mannheim-Heidelberg en Allemagne[2]. Ce prix est attribué au meilleur long métrage hors des conventions filmiques. « Ce prix est décerné à un chef-d’œuvre qui expose l'inanité de la force dans un style saccadé ».
- 2007 : Prix du meilleur scénario au 13e festival international du film sur les droits de l'homme «Stalker» à Moscou.
- 2007 : Prix spécial du jury au 7e Festival international du film de Marrakech au Maroc.

Sélections :
- 2007 : Evgueni Antropov pour la meilleure interprétation au Asia Pacific Screen Awards (en) à Brisbane en Australie.
- 2007 : Alexeï Mizguirev pour le Gold Hugo au Festival international du film de Chicago aux États-Unis.
- 2007 : Alexeï Mizguirev pour le Grand Prix au festival Kinotavr à Sotchi en Russie.
- 2007 : Alexeï Mizguirev pour L'étoile d'or au 7e Festival international du film de Marrakech au Maroc.
- 2007 : hors compétition au Festival du film de Taormine, « Au-delà de la Méditerranée », en Italie le 22 juin.
- 2007 : Festival du film de Cottbus en Allemagne.
- 2007 : Festival international du film de Busan.
- 2007 : Festival international du film de Kiev Molodist en Ukraine.
- 2007 : 29e Festival international du film de Moscou du 21 juin au 30 juin.
- 2007 : 16e festival de cinéma russe «Une fenêtre sur l'Europe» à Vyborg du 10 au 17 août.
- 2007 : Festival du cinéma de la CEI, Estonie, Lettonie, et Lituanie «Kinoshock» à Anapa du 16 au 25 septembre.
- 2007 : Festival international Eurasie à Antalya du 19 au 28 octobre, section cinéma russe.
- 2007 : Prix de la guilde des historiens et critiques de cinéma à Moscou le 25 décembre.
- 2008 : Festival international du film de Karlovy Vary en Tchéquie.
- 2008 : Festival international du film de Singapour du 4 au 14 avril.
- 2008 : Festival du film de Palic du 19 au 25 juillet, section parallèles et rencontres.
- 2008 : Festival international du film de Belgrade en Serbie.
- 2008 : Festival international du film de Bratislava en Slovaquie.
- 2008 : MedFilm festival à Rome du 7 au 16 novembre.
- 2008 : Festival international du film de Kolkata du 10 au 17 novembre.
- 2009 : Festival international du film de Tromsø du 13 au 18 janvier.
- 2009 : 3e festival de films russes «Spoutnik au-dessus de la Pologne» à Varsovie du 6 au 15 novembre.
- 2011 : 5e festival de films russes «Spoutnik au-dessus de la Pologne» à Varsovie du 17 au 27 novembre.

- CTB Film Company cite : (Traduction) grand prix au «Festival international du film de l'Altaï» mais on ne trouve pas d'autres renseignements sur ce festival dans les sites. De plus pour «European film festival in Germany (Munich) - November 28 - december 5, on ne trouve pas l'année»

## En bref
- La traduction littérale du titre russe devrait être «Silex» car c'est ainsi que l'on surnomme les personnes ayant le caractère d'Anton.
- L'orthographe d'une partie de la distribution et des héros de ce film a été recopiée à partir du sous-titrage du film.
- Ce film a été diffusé en France sur la chaîne Arte en juin 2009.
- Ol'ga Surkova développe longuement les relations qui existent entre ce film et la société russe d'aujourd'hui [3]